# Teleskopslöjstjärt
Teleskopslöjstjärt är en populär, svart akvariefisk. Slöjstjärtar är framodlade ur guldfisken. Slöjstjärten är dock genetiskt och systematiskt fortfarande att betrakta som guldfisk och även deras avkomma antar snabbt den normala guldfiskformen om de odlas utan selektion. Slöjstjärten kallas även för Svart slöjstjärt.